# Exogonia hyalinosparsa
Exogonia hyalinosparsa är en insektsart som först beskrevs av Melichar 1932.  Exogonia hyalinosparsa ingår i släktet Exogonia och familjen dvärgstritar. Inga underarter finns listade i Catalogue of Life.